# Gisela (Sängerin)

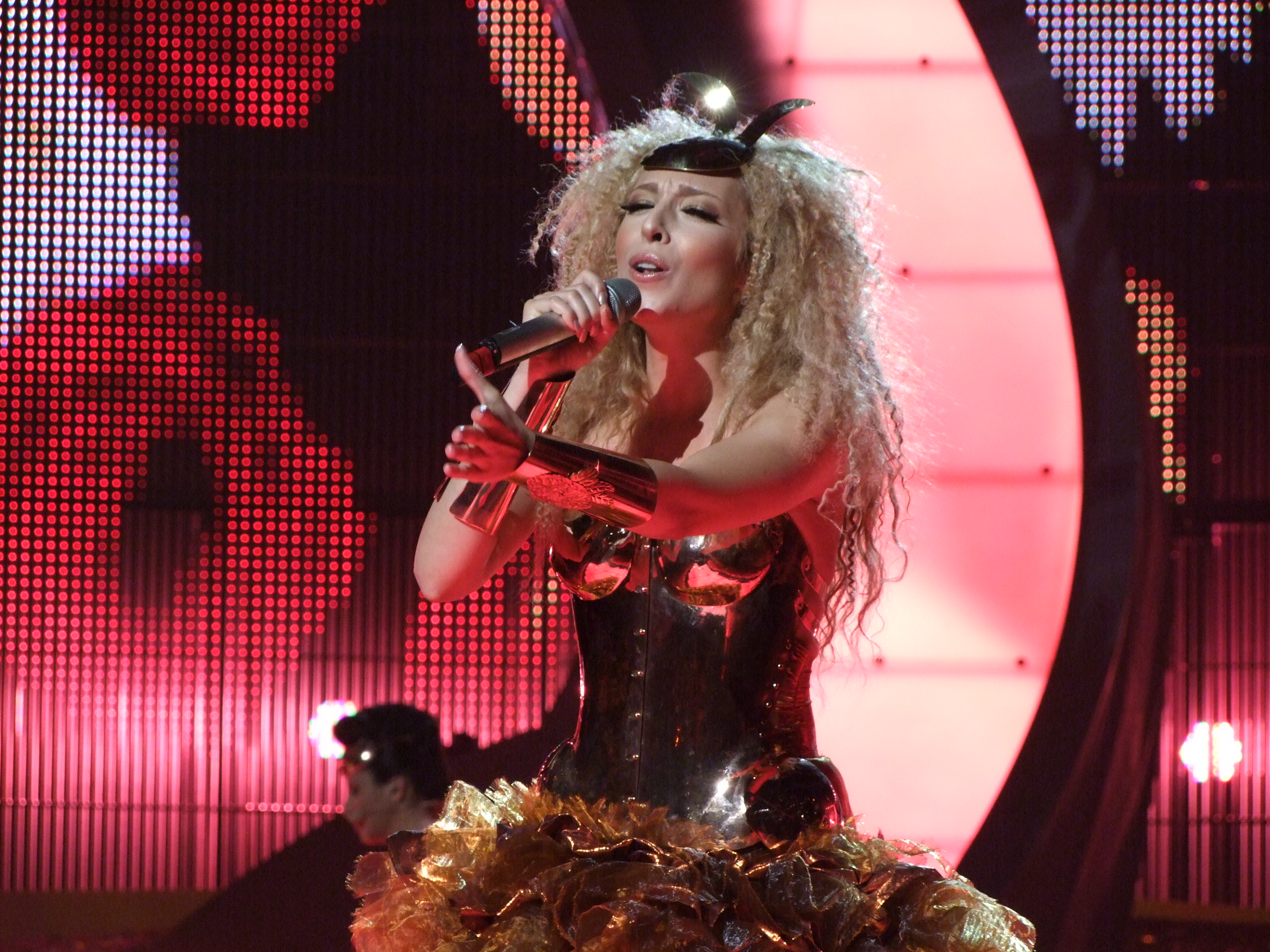
Gisela (2008)

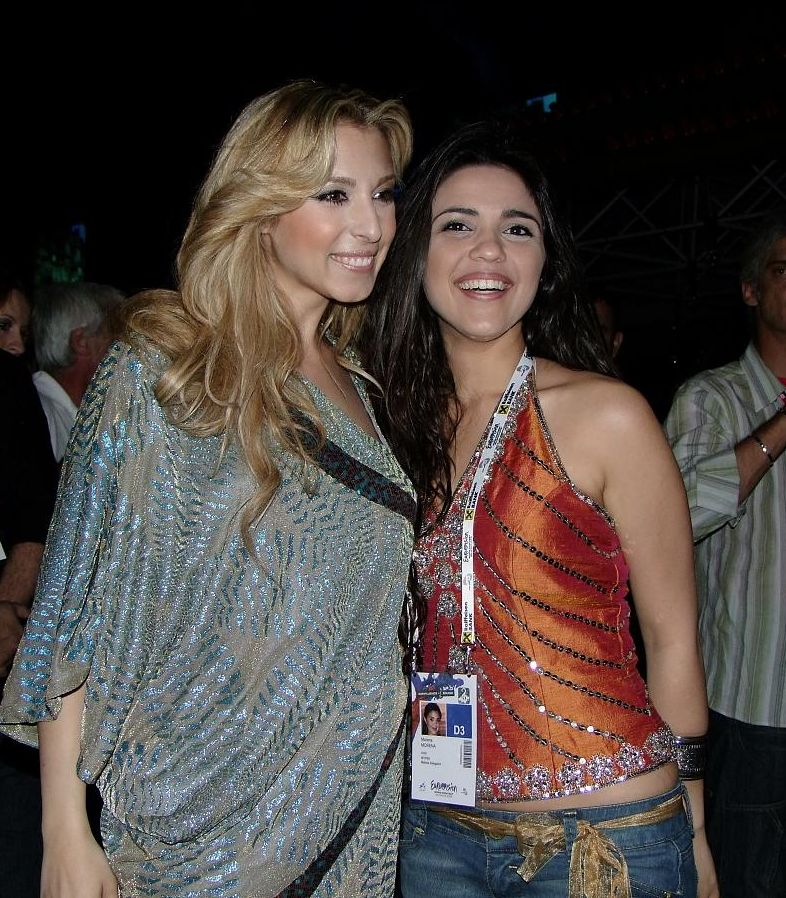
Gisela (links) und Morena (2008)

Gisela Lladó Cánovas (* 1. Januar 1979 in Barcelona) ist eine spanische Sängerin. Sie erreichte in Spanien Bekanntheitsstatus, nachdem sie in der ersten Staffel der spanischen Operación Triunfo den 8. Platz erreicht hatte.

## Karriere nach der Operación Triunfo
Nach der Castingshow brachte sie 2002 ihr erstes Album Parte De Mí heraus. Im gleichen Jahr nahm sie als Teil von Rosa López’ Backgroundchor am Eurovision Song Contest teil. Sie erreichten den 7. Platz. 2003 vertrat sie dann Spanien und gewann den internationalen Wettbewerb des Viña del Mar Songfestival.

## Eurovision Song Contest 2008
Nach dem 7. Platz in Tallinn wurde sie vom andorranischen Rundfunk intern ausgewählt, Andorra beim Eurovision Song Contest 2008 in Belgrad, Serbien, zu vertreten. Am 1. März kam dazu das Video des Liedes Casanova heraus. In Belgrad schaffte sie es mit dem 16. Platz im ersten Semifinale nicht, sich für das Finale zu qualifizieren. Zudem gewann sie den Barbara Dex Award für das schlechteste Outfit.

## Synchronsprecherin
Gisela war als Synchronsprecherin beziehungsweise Singstimme in verschiedenen Disney-Filmen zu hören, wie zum Beispiel in Die Eiskönigin. Gisela wirkte sowohl in den spanischen als auch katalanischen Versionen mit.

## Diskografie

### Studioalben
| Jahr | Titel             | Höchstplatzierung, Gesamtwochen, AuszeichnungChartsChartplatzierungen (Jahr, Titel, Platzierungen, Wochen, Auszeichnungen, Anmerkungen) | Anmerkungen |
| Jahr | Titel             | ES | Anmerkungen |
| ---- | ----------------- | --- | ----------- |
| 2006 | Ni te lo imaginas | ES32 (6 Wo.)ES |             |

Weitere Alben
- 2002: Parte de mi (ES: ×2Doppelplatin )[3]

### Singles
| Jahr | Titel Album                | Höchstplatzierung, Gesamtwochen, AuszeichnungChartsChartplatzierungen (Jahr, Titel, Album, Platzierungen, Wochen, Auszeichnungen, Anmerkungen) | Anmerkungen |
| Jahr | Titel Album                | ES | Anmerkungen |
| ---- | -------------------------- | --- | ----------- |
| 2008 | Casanova Ni te lo imaginas | ES2 (4 Wo.)ES |             |